# Lohr am Main
Lohr am Main es una ciudad ubicada en Baviera, Alemania. La ciudad es conocida por sus eventos culturales y lugares de interés histórico. Pero el motivo por el cual debe su fama, ciertamente, esta población es por el relato de que, según afirma el historiador Karlheinz Bartels, existió allí realmente el personaje de Blancanieves, cuyo nombre verdadero fue María Sophia Margaretha Catharina von Erthal, nacida el 15 de junio de 1729, hija del príncipe Philipp Christoph von Erthal y de Maria Eva von Bettendorf.
En el castillo de la familia Erthal, en la actualidad reconvertido en museo, una de las atracciones más interesantes para el visitante es el espejo de la madrastra, segunda esposa del príncipe Philipp, Claudia Elisabetta von Reichenstein.